# 馬貴斯海蠋魚
馬貴斯海蠋魚（学名：Halicampus marquesensis），为輻鰭魚綱棘背魚目海龍魚科的其中一種，分布於中太平洋東部的馬貴斯群島海域，棲息深度21-35公尺，體長可達7公分，棲息在砂石底質海域，卵胎生。